# Ломовское сельское поселение (Орловская область)
Ломовское се́льское поселе́ние — муниципальное образование в Залегощенском районе Орловской области Российской Федерации.
Административный центр — село Ломовое.

## История
Статус и границы сельского поселения установлены Законом Орловской области от 3 сентября 2004 года № 424-ОЗ «О статусе, границах и административных центрах муниципальных образований на территории Залегощенского района Орловской области».

## Население
| 2010  | 2012  | 2013  | 2014  | 2015  | 2016  | 2017  |
| ----- | ----- | ----- | ----- | ----- | ----- | ----- |
| 1706  | ↘1687 | ↗1714 | ↘1659 | ↘1617 | ↘1555 | ↗1560 |
| 2018  | 2019  | 2020  | 2021  | 2023  |       |       |
| ↗1576 | ↗1580 | ↘1566 | ↘1139 | ↘1116 |       |       |

## Состав сельского поселения
| №  | Населённый пункт   | Тип населённого пункта       | Население |
| -- | ------------------ | ---------------------------- | --------- |
| 1  | Васильевка         | деревня                      | 0         |
| 2  | Верхние Ожимки     | деревня                      | 1         |
| 3  | Весёлый            | посёлок                      | 13        |
| 4  | Голдаево           | деревня                      | 44        |
| 5  | Дерновка           | деревня                      | 5         |
| 6  | Долгое             | село                         | 62        |
| 7  | Евланские Участки  | деревня                      | 29        |
| 8  | Какурино           | деревня                      | 38        |
| 9  | Каменка            | деревня                      | ↘7        |
| 10 | Караси             | деревня                      | 1         |
| 11 | Красновидово       | деревня                      | 0         |
| 12 | Ломовое            | село, административный центр | ↘908      |
| 13 | Неплюево           | деревня                      | 1         |
| 14 | Новооптушанка      | деревня                      | ↗126      |
| 15 | Новопавлово        | деревня                      | 0         |
| 16 | Орешник            | посёлок                      | 0         |
| 17 | Павлово            | деревня                      | 6         |
| 18 | Ржавец             | деревня                      | ↗386      |
| 19 | Сафоново           | деревня                      | 1         |
| 20 | Свобода            | посёлок                      | 1         |
| 21 | Семёново           | деревня                      | 0         |
| 22 | Соловки            | деревня                      | 1         |
| 23 | Столбецкое         | деревня                      | 1         |
| 24 | Усово              | деревня                      | 56        |
| 25 | Хрущёвские Дворики | деревня                      | 11        |

## Братская могила
В1957 году на братской могиле установлен постоянный памятник, который был открыт в торжественной обстановке 9 мая 1957 года. Памятник представляет из себя  трехметровую фигуру матроса, с накинутой на плечи плащ-палаткой, стоящего без головного убора над могилой павших воинов; в правой руке – знамя с траурной лентой, приспущенное на могилу с венком, в левой бескозырка. 
Источник: http://lomovskoe.admzalegosh.ru/article68